# جون أوردرونو
جون أوردرونو (بالإنجليزية: John Ordronaux)‏ (1830 - 20 يناير 1908) هو جراح في الجيش في الحرب الأهلية الأمريكية، وأستاذ في الطب الشرعي، ومفوض رائد في مجال الصحة النفسية وراعي سخي للهبات الجامعية. نشر أوردرونو بين عامي 1859 و1901 ما لا يقل عن خمسة عشر كتابًا ومقالةً عن مواضيع متنوعة مثل أبطال الثورة الأمريكية عام 1776، والطب العسكري، والطب الشرعي، والصحة النفسية، والقانون الدستوري للولايات المتحدة، والأطروحات التاريخية. ترك ممتلكات بقيمة 2,757,000 دولار وقدم الكثير منها كهبات للعديد من الجامعات والمؤسسات الأمريكية الأخرى. لم يتزوج.

## النشأة
أوردرونو هو الابن الوحيد للكابتن جون أوردرونو (قرصان مفوض بارز في حرب عام 1812)، وزوجته جان ماري إليزابيث أوردرونو (لقبها قبل الزواج شاريتون). يثبت ذلك وصية أوردرونو الشاب التي تذكر توريث شقيقته فلورين، وابنتا شقيقته كلارا ومي ماي مولان، مما يطابق معلومات الأنساب التي أعدها أحد أفراد أسرة أوردرونو.
تخرج من كلية دارتموث في عام 1850، ومن كلية الحقوق بجامعة هارفارد في عام 1852، ومن كلية الطب الوطنية في عام 1859. في عام 1859 نشر كتابه الأول «تأبين عن حياة وشخصية القس زكريا غرين»، الذي قاتل تحت إمرة واشنطن في ثورة عام 1776 في سن السابعة عشرة، قبل أن يأخذ الرتب الكهنوتية. أصبح أوردرونو في عام 1860 أستاذًا للطب الشرعي في كلية الحقوق بجامعة كولومبيا، وهو المنصب الذي شغله حتى عام 1887. منذ عام 1861 كان أيضًا محاضرًا في كلية دارتموث، وجامعة فيرمونت، وجامعة بوسطن.

## الحرب الأهلية الأمريكية
خدم أوردرونو كجراح في الجيش المتمركز في نيويورك خلال الحرب الأهلية الأمريكية. عمل أيضًا مستشارًا طبيًا عسكريًا، وبين عامي 1861 و 1863، نشر كتابين دراسيين عن صحة الجيوش، وكتيب إرشادي للمعايير الطبية لفحص المجندين. قال في مقدمة الكتيب، الذي كتب للجنة الصحة في الولايات المتحدة:
الحفاظ على صحة الجيوش، موضوع ذو أهمية معترف بها في كل مكان. إنه في الواقع مهم لدرجة أن التدابير الاحترازية في هذا السياق لا يمكن المبالغة فيها أبدًا. ينبغي القيام بكل ما يمكن لحماية القوات من الأمراض التي يمكن الوقاية منها. يبدو أنه اعتقِد سابقًا أن وجود جراح في كل فوج كافٍ لهذا الغرض، وبالنتيجة يمكن أن يفلت الضباط والرجال من أي مسؤولية أو تحفظات. لكن التجربة أثبتت أن الحفاظ على الصحة، سواء لرجل واحد أو أكثر، ليست هدفًا محضًا للجراحين. من المتوقع منهم أن يفعلوا أكثر من استطاعتهم في هذا الخصوص، ويلقون تعاونًا أقل من الممكن من الضباط. فالجيوش، مثلها مثل المرضى، لابد وأن تعمل بالتنسيق مع مستشاريها الطبيين، وأن تجعل مسألة الصحة ذاتية كما هي موضوعية. ويحتاج الضباط والرجال إلى معرفة دقيقة بالمبادئ العامة للنظافة الصحية، لكي يتمكنوا من مساعدة أنفسهم في تعزيز التدابير الوقائية. لذلك أعددت الدليل الشعبي المرفق لتوفير هذه المعلومات بالقدر اللازم.
كتب أطروحة تاريخية باللغة الفرنسية (مع راينود) في عام 1863، حول العلاقات التجارية والسياسية بين الإمبراطورية الرومانية وبلدان شرق آسيا. كتب تقريرًا ثانيًا للجنة الصحة بالولايات المتحدة في عام 1864. تعلق هذا التقرير بمعاشات جرحى الحرب وكان عنوانه «عن نظام الإغاثة الاقتصادية للجنود المعاقين، وبعض التعديلات المقترحة على قوانيننا الحالية للمعاشات التقاعدية».

## بعد الحرب
عاد بعد الحرب إلى كلية الحقوق في كولومبيا وبدأ الكتابة مرة أخرى. في الفترة ما بين عامي 1867 و1871 أصدر كتابًا عن الطب الوقائي وكتابين دراسيين عن الطب الشرعي. ترجم نص «نظام ساليرني الصحي» اللاتيني في العصور الوسطى، من الموسوعة الطبية للمدرسة الطبية الساليرنية إلى شعر باللغة الإنجليزية. هذه المدرسة في ساليرنو في إيطاليا، وهي مدرسة طبية بارزة في أوروبا في القرن الحادي عشر. لم تكن هذه هي الترجمة الإنجليزية الأولى ولكنها محاولة لجعل الترجمة دقيقةً طبيًا. يبدو أنه فعل ذلك كتكريم للأعضاء السابقين في مهنته وفي مقدمة لعمله، قال:
نظام ساليرني الصحي عمل يتسم بمكانة متفوقة. على الرغم من كتابتها في أوائل فجر العصور الوسطى وبلغة لاتينية أقل شأنًا، لكنها أخذت مكانها ذات يوم إلى جانب الإصدارات الكلاسيكية مثل كتاب الفصول لأبقراط. في الواقع لم يلق أي عمل علماني هكذا اهتمام شعبي على الإطلاق، ولم يغرس شرائعه جذريًا في عقائد أي علم. كان الكتاب المقدس الطبي لعصور في جميع أنحاء أوروبا الغربية، وكان تأثيره بلا منازع على تعاليم مدارسها، إلى جانب كتابات أبقراط وجالينوس.

## العمل على الصحة النفسية
وسع أوردرونو الاهتمام بالصحة النفسية، كان عضوًا في لجنة ولاية نيويورك للجنون بين عامي 1872 و1882، وكتب كتابين حول هذا الموضوع. يذكر الكتاب الثاني من هذه الكتب افتتاح مستشفى رائد للأمراض النفسية، ويقول في مقدمته:
أدى إنشاء إدارة للإشراف على الجنون من قبل ولاية نيويورك مؤخرًا إلى تحويل انتباه الجمهور إليها كمصدر للاستشارة، في تطبيق قانوننا التشريعي والعام على العلاقات القانونية للمجانين...... الجنون موضوع يمس حقوقنا المدنية في العديد من النقاط المختلفة، حتى أنه قد يقال بأن له مكانًا في كل مسألة تنطوي على مسؤولية إنسانية. يبدأ مع الإنسان في المهد، ويتبعه حتى القبر. غالبًا ما يكون جزءًا من إرثه الجسدي، وقد يصبح عنصرًا مكتسبًا في جميع أعماله المدنية. إن جمع وتشخيص مبادئ القانون التي تحكم المحاكم بموجبها في مسائل العجز العقلي في أطروحة واحدة، وتوضيح فلسفة هذه القرارات والقواعد الإجرائية التي تصدر من خلالها عبر السرد، هو الهدف من هذا الكتيب.
ذُكِر نشاط أوردرونو كمفوض كثيرًا في الصحافة. استدعي في عام 1875 للفصل فيما إذا كان رجل حُكم عليه بالإعدام بتهمة القتل، مجنونًا. ذكرت نفس الصحيفة مرةً أخرى في 7 يناير 1876 كيف وجد أوردرونو أن ملجأ المجانين في مقاطعة كينغز يُدار بصورة سيئة من قبل مفوضي الجمعيات الخيرية (17). حقق أيضًا في شكاوى سجينين في ملجأ بوفالو بسبب إساءة معاملتهم من قبل مقدمي الرعاية. أيد أوردرونو في تقريره الشكاوى وأوصى بتسريح اثنين من الموظفين المتورطين. بحلول عام 1882، خلق له تفكيره المتقدم وصراحته بعض الأعداء، وفي عام 1882 اعترِض مؤقتًا على راتبه البالغ 4000 دولار كمفوض في الجنون في نقاشٍ في اللجنة المالية لمجلس الشيوخ في ولاية نيويورك.

## دستور الولايات المتحدة
أدى عمل أوردرونو في قانون الولاية في نيويورك إلى النظر في علاقته بالقانون الاتحادي، وفي عام 1891 نشر ما قد يكون أهم كتاب له، عن العلاقة بين سلطات الكونغرس والهيئات التشريعية في الولايات. عن هذا الكتاب المؤلف من أكثر من 600 صفحة، قال أوردرونو في المقدمة:
العمل المرفق محاولة لتقديم صورة واضحة عن نظام التشريع الاتحادي وتشريعات الولايات بالكامل، كما هو متبع في الدستور المكتوب في الولايات المتحدة. هدفه شرح تلك السلطات الإدارية التي، في شكلنا المزدوج للحكومة التمثيلية، لها السيادة في مجالات عملها المتعددة ..... الدستور المكتوب هو قواعد سياسية ويجب أن تتوافق القوانين الإدارية معها، من أجل منحها صلاحية قضائية..... لذلك يبدو أن حكومةً من أربع وأربعين دولةً مستقلةً، تقيم علاقات متناغمة في ظل سيادة فدرالية إشرافية، تبرر معاملة التشريع كقسم من أقسام الفقه القانوني الذي يستحق المزيد من الاعتبارات النصية أكثر مما تلقاه حتى الآن..... أعِدت هذه الدراسة لتلبية رغبات من يرغبون في ممارسة أو تفسير أسس الحكومة التمثيلية في الولايات المتحدة، ولذلك يسعون إلى إتقان أسرار هندستها من خلال دراسة لجهود مؤسسيها، وتتبّع أصلها وتطورها إلى الأصل الإلهي في الكومنولث المتقشف في الفترة الاستعمارية.